# Matías Aguirregaray
Matías Aguirregaray Guruceaga (Porto Alegre, 1 de abril de 1989) é um futebolista uruguaio nascido no Brasil que atua como lateral-direito. Atualmente, está sem clube.
Ele é filho de Óscar Aguirregaray, ex-jogador da Seleção Uruguaia nos anos 1980 e 1990. O pai era jogador do Internacional quando Matías nasceu, e herdou dele o apelido, Vasquito ("basquinho", em português, em referência ao apelido de Óscar, Vasco – "basco").

## Carreira
Em 2012, fez parte do elenco da Seleção Uruguaia de Futebol da Olimpíadas de 2012.

## Títulos
Peñarol
- Campeonato Uruguaio: 2009–10, 2012–13, 2015–16